# Japan Railways

Het logo van de JR-Groep.

De verschillende onderdelen van de JR-Groep: JR Hokkaido, JR East, JR Central, JR West, JR Shikoku en JR Kyushu. JR Freight werkt nationaal.

De Japan Railways-groep, algemeen bekend als JR-groep (Japans: JRグループ, Jeiāru Gurūpu), ontstond op 1 april 1987 toen de Japanese National Railways werden geprivatiseerd. De groep is onderverdeeld in 6 regionale maatschappijen en de Japan Freight Railway Company, die nationaal actief is. Hoewel de groep regionaal onderverdeeld is, zijn de tarieven en de reglementering hetzelfde voor heel Japan. Behalve Okinawa wordt geheel het grondgebied van Japan bediend door de JR-groep. Het netwerk strekt zich uit over bijna 20.000 km.

## JR-onderdelen
Voor het personenverkeer wordt Japan in zes regio’s onderverdeeld die elk bediend worden door een aparte maatschappij. Elk van deze maatschappijen is zelf verantwoordelijk zowel voor de infrastructuur als voor de treinen.
Ondanks de regionale onderverdeling beheren verschillende maatschappijen langeafstandslijnen ver buiten hun eigen regio. Vier van de zeven onderdelen van de JR-groep zijn verantwoordelijk voor de uitbating van de Shinkansen (de Tōkaidō Shinkansen wordt bijvoorbeeld bediend door JR Central maar doet ook JR East en JR West stations aan).
Het goederenverkeer wordt door één maatschappij (JR Freight) uitgevoerd en bedient het hele land. JR Freight heeft eigen treinen en stations maar betaalt de andere maatschappijen voor het gebruik van hun netwerk.
| Onderdeel       | Maatschappij                               | Logo / kleur | Beursgenoteerd | Werkingsgebied            | Opmerking                                             |
| --------------- | ------------------------------------------ | ------------ | -------------- | ------------------------- | ----------------------------------------------------- |
| Personenverkeer | Hokkaido Railway Company (JR Hokkaidō)     | lichtgroen   | Niet genoteerd | Hokkaidō                  | Uitbater van de Kaikyō-lijn in Tohoku                 |
| Personenverkeer | East Japan Railway Company (JR East)       | groen        | TSE: 9020      | Tōhoku, Kantō, Kōshinetsu |                                                       |
| Personenverkeer | Central Japan Railway Company (JR Central) | oranje       | TSE: 9022      | Tōkai                     | Uitbater van de Tōkaidō Shinkansen in Kantō en Kansai |
| Personenverkeer | West Japan Railway Company (JR West)       | blauw        | TSE: 9021      | Hokuriku, Kansai, Chūgoku | Uitbater van de Sanyō Shinkansen in Kyūshū            |
| Personenverkeer | Shikoku Railway Company (JR Shikoku)       | lichtblauw   | Niet genoteerd | Shikoku                   |                                                       |
| Personenverkeer | Kyushu Railway Company (JR Kyūshū)         | rood         | Niet genoteerd | Kyūshū                    |                                                       |
| Goederenverkeer | Japan Freight Railway Company (JR Freight) | grijs        | Niet genoteerd | Nationaal                 |                                                       |